# Дияла
Вижте Дияла (река) за информация относно едноименната река.
Дияла е една от 18-те административни области в Ирак. Намира се на североизток от Багдад и граничи с Иран. Административният център на Дияла е Бакуба.
Дияла заема площ от 17 685 км2. Населението ѝ е 1 637 226 души (по оценка от юли 2018 г.), повечето от които са сунитски араби и кюрди. Голяма част от областта се отводнява от река Дияла (река), която е голям приток на р. Тигър.
Област Дияла се разделя на шест райони:
- Ал Халис
- Ал Мукдадия
- Бакуба
- Баладруз
- Ханакин
- Кифри